# アイネックス (住宅関連)
株式会社アイネックス（英: InEx Co., Ltd）は、本社は神奈川県厚木市に本社を置く、主に新築戸建住宅の外壁、屋根、雨樋などの外装工事を請け負う日本の工事会社である。

## 会社概要
株式会社アイネックスは、外装事業部、ハウジングNext事業部、エコマテリアル事業部の3事業部からなり、それぞれ新築戸建住宅の外装工事、既存建築物のリフォーム・リニューアル工事、現場発泡型吹付ウレタンをはじめとする各種断熱工事、太陽光発電システムの設置工事などを行っている。また、ハウジングNext事業部は本社と所在が異なる。
1998年（平成10年）に現・代表取締役の早坂宣則が「早坂建装」として創設。当時は、主に新築戸建住宅の外壁工事（窯業サイディング工事）を請け負っていた。2002年（平成14年）に有限会社建装工業として法人化。2007年（平成19年）には屋根工事や雨樋工事など、サイディング以外の工種も積極的に請け負うようになり、建装工業株式会社として組織変更を行った。その後2012年（平成24年）4月に本社を移転し、現社名に変更した。社名の「InEx」は、「"Interior and Exterior"」「" Industry Next"」「"Idea Next"」のそれぞれの文字を綴ったものである。
キャッチコピーは「家づくりの”+1（プラスワン）”に。」

## 沿革
- 1998年（平成10年）12月 - 神奈川県座間市にて早坂建装として創設
- 2002年（平成14年）5月 - 有限会社建装工業として法人化
- 2003年（平成15年）4月 - 本社を神奈川県厚木市に移転
- 2007年（平成19年）10月 - 資本金を1千万円に増資、建装工業株式会社に組織変更
- 2009年（平成21年）3月 - 建設業許可を取得
- 2010年（平成22年）6月 - 宅地建物取引業登録
- 2011年（平成23年）7月 - ハウジングNext厚木店を開設
- 2012年（平成24年）
  - 1月 - 一級建築士事務所登録
  - 4月 - 新本社建設及び移転、株式会社アイネックスに社名変更
  - 5月 - 資本金を3千万円に増資
  - 10月 - 仙台営業所を開設

## 主な事業

### 住宅外装事業
- 外壁工事 - 旭化成建材ALCパワーボード工事、各種サイディング工事
- 各種屋根工事
- 雨樋・板金工事
- 各種防水工事
- 各種塗装工事
- 光触媒コーティング工事

### リニューアル事業
- 既存住宅のリフォーム工事・中古住宅・集合住宅のリノベーション

### 断熱・環境事業
- 現場発泡型吹付ウレタン断熱材「ネクストフォーム」施工販売
- 太陽光発電システムの施工販売
- 各種断熱建材の資材販売